# Deinypena multilineata
Deinypena multilineata là một loài bướm đêm trong họ Noctuidae.